# 倫農 (密歇根州)
倫農（英語：Lennon）是位於美國密歇根州傑納西縣克萊頓鎮區及夏厄沃西縣威尼斯鎮區的一個村。

## 人口
根據2020年美國人口普查的數據，倫農的面積為2.37平方千米，當中陸地面積為2.37平方千米，而水域面積為0.00平方千米。當地共有人口509人，而人口密度為每平方千米214人。